# CSI: NY (seizoen 2)
Het 2e seizoen van de Thriller Crime Scene Investigation New York werd uitgezonden (in Amerika) van 28 september 2005 tot en met 17 mei 2006.
In Nederland werd dit seizoen van de serie door RTL 5 uitgezonden en dit gebeurde een half jaar later. Het tweede seizoen bestond uit 24 afleveringen die allen ongeveer 45 minuten duren. De hoofdrollen worden gespeeld door Gary Sinise, Melina Kanakaredes, Carmine Giovinazzo, Hill Harper en Eddie Cahill.
De dvd van het tweede seizoen werd op 17 oktober 2006 uitgegeven in Amerika, Canada en Bermuda, op 23 oktober 2006 werd de dvd ook in Europa, en dus Nederland, uitgegeven.

## Rolverdeling
| Acteur             | Personage         | per aflevering | per aflevering | per aflevering      | per aflevering      | per aflevering      | per aflevering      | per aflevering      | per aflevering      | per aflevering      | per aflevering      | per aflevering      | per aflevering      | per aflevering      | per aflevering      | per aflevering      | per aflevering      | per aflevering      | per aflevering      | per aflevering      | per aflevering      | per aflevering      | per aflevering      | per aflevering      | per aflevering      |
| Acteur             | Personage         | 1              | 2              | 3                   | 4                   | 5                   | 6                   | 7                   | 8                   | 9                   | 10                  | 11                  | 12                  | 13                  | 14                  | 15                  | 16                  | 17                  | 18                  | 19                  | 20                  | 21                  | 22                  | 23                  | 24                  |
| ------------------ | ----------------- | -------------- | -------------- | ------------------- | ------------------- | ------------------- | ------------------- | ------------------- | ------------------- | ------------------- | ------------------- | ------------------- | ------------------- | ------------------- | ------------------- | ------------------- | ------------------- | ------------------- | ------------------- | ------------------- | ------------------- | ------------------- | ------------------- | ------------------- | ------------------- |
| Gary Sinise        | Mac Taylor        | Gehele seizoen | Gehele seizoen | Gehele seizoen      | Gehele seizoen      | Gehele seizoen      | Gehele seizoen      | Gehele seizoen      | Gehele seizoen      | Gehele seizoen      | Gehele seizoen      | Gehele seizoen      | Gehele seizoen      | Gehele seizoen      | Gehele seizoen      | Gehele seizoen      | Gehele seizoen      | Gehele seizoen      | Gehele seizoen      | Gehele seizoen      | Gehele seizoen      | Gehele seizoen      | Gehele seizoen      | Gehele seizoen      | Gehele seizoen      |
| Melina Kanakaredes | Stella Bonasera   | Gehele seizoen | Gehele seizoen | Gehele seizoen      | Gehele seizoen      | Gehele seizoen      | Gehele seizoen      | Gehele seizoen      | Gehele seizoen      | Gehele seizoen      | Gehele seizoen      | Gehele seizoen      | Gehele seizoen      | Gehele seizoen      | Gehele seizoen      | Gehele seizoen      | Gehele seizoen      | Gehele seizoen      | Gehele seizoen      | Gehele seizoen      | Gehele seizoen      | Gehele seizoen      | Gehele seizoen      | Gehele seizoen      | Gehele seizoen      |
| Vanessa Ferlito    | Aiden Burn        |                |                |                     |                     |                     |                     |                     |                     |                     |                     |                     |                     |                     |                     |                     |                     |                     |                     |                     |                     |                     |                     |                     |                     |
| Carmine Giovinazzo | Danny Messer      | Gehele seizoen | Gehele seizoen | Gehele seizoen      | Gehele seizoen      | Gehele seizoen      | Gehele seizoen      | Gehele seizoen      | Gehele seizoen      | Gehele seizoen      | Gehele seizoen      | Gehele seizoen      | Gehele seizoen      | Gehele seizoen      | Gehele seizoen      | Gehele seizoen      | Gehele seizoen      | Gehele seizoen      | Gehele seizoen      | Gehele seizoen      | Gehele seizoen      | Gehele seizoen      | Gehele seizoen      | Gehele seizoen      | Gehele seizoen      |
| Hill Harper        | Sheldon Hawkes    | Gehele seizoen | Gehele seizoen | Gehele seizoen      | Gehele seizoen      | Gehele seizoen      | Gehele seizoen      | Gehele seizoen      | Gehele seizoen      | Gehele seizoen      | Gehele seizoen      | Gehele seizoen      | Gehele seizoen      | Gehele seizoen      | Gehele seizoen      | Gehele seizoen      | Gehele seizoen      | Gehele seizoen      | Gehele seizoen      | Gehele seizoen      | Gehele seizoen      | Gehele seizoen      | Gehele seizoen      | Gehele seizoen      | Gehele seizoen      |
| Eddie Cahill       | Donald Flack, Jr. | Gehele seizoen | Gehele seizoen | Gehele seizoen      | Gehele seizoen      | Gehele seizoen      | Gehele seizoen      | Gehele seizoen      | Gehele seizoen      | Gehele seizoen      | Gehele seizoen      | Gehele seizoen      | Gehele seizoen      | Gehele seizoen      | Gehele seizoen      | Gehele seizoen      | Gehele seizoen      | Gehele seizoen      | Gehele seizoen      | Gehele seizoen      | Gehele seizoen      | Gehele seizoen      | Gehele seizoen      | Gehele seizoen      | Gehele seizoen      |
| Anna Belknap       | Lindsey Monroe    |                |                | Aflevering 3 t/m 24 | Aflevering 3 t/m 24 | Aflevering 3 t/m 24 | Aflevering 3 t/m 24 | Aflevering 3 t/m 24 | Aflevering 3 t/m 24 | Aflevering 3 t/m 24 | Aflevering 3 t/m 24 | Aflevering 3 t/m 24 | Aflevering 3 t/m 24 | Aflevering 3 t/m 24 | Aflevering 3 t/m 24 | Aflevering 3 t/m 24 | Aflevering 3 t/m 24 | Aflevering 3 t/m 24 | Aflevering 3 t/m 24 | Aflevering 3 t/m 24 | Aflevering 3 t/m 24 | Aflevering 3 t/m 24 | Aflevering 3 t/m 24 | Aflevering 3 t/m 24 | Aflevering 3 t/m 24 |
| Robert Joy         | Sid Hammerback    |                |                |                     |                     | Aflevering 5 t/m 24 | Aflevering 5 t/m 24 | Aflevering 5 t/m 24 | Aflevering 5 t/m 24 | Aflevering 5 t/m 24 | Aflevering 5 t/m 24 | Aflevering 5 t/m 24 | Aflevering 5 t/m 24 | Aflevering 5 t/m 24 | Aflevering 5 t/m 24 | Aflevering 5 t/m 24 | Aflevering 5 t/m 24 | Aflevering 5 t/m 24 | Aflevering 5 t/m 24 | Aflevering 5 t/m 24 | Aflevering 5 t/m 24 | Aflevering 5 t/m 24 | Aflevering 5 t/m 24 | Aflevering 5 t/m 24 | Aflevering 5 t/m 24 |
| A.J. Buckley       | Adam Ross         |                |                |                     |                     |                     |                     |                     | Aflevering 8 t/m 24 | Aflevering 8 t/m 24 | Aflevering 8 t/m 24 | Aflevering 8 t/m 24 | Aflevering 8 t/m 24 | Aflevering 8 t/m 24 | Aflevering 8 t/m 24 | Aflevering 8 t/m 24 | Aflevering 8 t/m 24 | Aflevering 8 t/m 24 | Aflevering 8 t/m 24 | Aflevering 8 t/m 24 | Aflevering 8 t/m 24 | Aflevering 8 t/m 24 | Aflevering 8 t/m 24 | Aflevering 8 t/m 24 | Aflevering 8 t/m 24 |

## Afleveringen
| Nr. | Titel aflevering                  | Geregisseerd door   | Geschreven door                                   | Uitzenddatum VS   | Uitzenddatum Nederland |
| --- | --------------------------------- | ------------------- | ------------------------------------------------- | ----------------- | ---------------------- |
| 1   | "Summer in the City"              | David Von Ancken    | Pam Veasey                                        | 28 september 2005 | 2 maart 2006           |
| 2   | "Grand Murder at Central Station" | Scott Lautanen      | Zachary Reiter                                    | 5 oktober 2005    | 9 maart 2006           |
| 3   | "Zoo York"                        | Norberto Barba      | Peter M. Lenkov & Timothy J. Lea                  | 12 oktober 2005   | 16 maart 2006          |
| 4   | "Corporate Warriors"              | Rob Bailey          | Andrew Lipsitz                                    | 19 oktober 2005   | 23 maart 2006          |
| 5   | "Dancing with the Fishes"         | John Peters         | Eli Talbert                                       | 26 oktober 2005   | 30 maart 2006          |
| 6   | "Youngblood"                      | Steven DePaul       | Timothy J. Lea                                    | 2 november 2005   | 6 april 2006           |
| 7   | "Manhattan Manhunt"               | Rob Bailey          | Elizabeth Devine, Anthony E. Zuiker & Ann Donahue | 9 november 2005   | 13 april 2006          |
| 8   | "Bad Beat"                        | Duane Clark         | Zachary Reiter                                    | 16 november 2005  | 20 april 2006          |
| 9   | "City of the Dolls"               | Norberto Barba      | Pam Veasey                                        | 23 november 2005  | 27 april 2006          |
| 10  | "Jamalot"                         | Jonathan Glassner   | Andrew Lipsitz                                    | 30 november 2005  | 4 mei 2006             |
| 11  | "Trapped"                         | James Whitmore, Jr. | Peter M. Lenkov                                   | 14 december 2005  |                        |
| 12  | "Wasted"                          | Jeff Thomas         | Pam Veasey & Bill Haynes                          | 18 januari 2006   |                        |
| 13  | "Risk"                            | Rob Bailey          | John Dove & Anthony E. Zuiker                     | 25 januari 2006   |                        |
| 14  | "Stuck on You"                    | Jonathan Glassner   | Timothy J. Lea & Eli Talbert                      | 1 februari 2006   |                        |
| 15  | "Fare Game"                       | Kevin Dowling       | Zachary Reiter & Peter M. Lenkov                  | 1 maart 2006      |                        |
| 16  | "Cool Hunter"                     | Norberto Barba      | Daniele Nathanson                                 | 8 maart 2006      |                        |
| 17  | "Necrophilia Americana"           | Steven DePaul       | Andrew Lipsitz                                    | 22 maart 2006     |                        |
| 18  | "Live or Let Die"                 | Rob Bailey          | Pam Veasey, Gary Sinise & Michael Daly            | 29 maart 2006     |                        |
| 19  | "Super Men"                       | Steven DePaul       | Peter M. Lenkov & Pam Veasey                      | 12 april 2006     |                        |
| 20  | "Run Silent, Run Deep"            | Rob Bailey          | Anthony E. Zuiker                                 | 19 april 2006     |                        |
| 21  | "All Access"                      | Norberto Barba      | Timothy J. Lea & Anthony E. Zuiker                | 26 april 2006     |                        |
| 22  | "Stealing Home"                   | Oz Scott            | Zachary Reiter                                    | 3 mei 2006        |                        |
| 23  | "Heroes"                          | Anthony Hemingway   | Eli Talbert                                       | 10 mei 2006       |                        |
| 24  | "Charge of This Post"             | Rob Bailey          | Timothy J. Lea                                    | 17 mei 2006       |                        |